# Аин-Тсила
Аин-Тсила — газоконденсатное месторождение в Алжире. Открыто в сентябре 2009 года.
Газоносность связана с отложениям ордовикского возраста. Залежи на глубине 1,5-2,0 км.
Оператором месторождение является нефтяная компания Petroceltic.